# حمية المستئذب
حمية المستئذب (بالإنجليزية: Werewolf diet)‏ ، المعروفة بحمية القمر أيضًا، هو نظام غذائي يركز على المستخدمين الصائمين وفقًا لمراحل القمر. و نتيجة لذلك قد دفع هذا الناس إلى تلقيبه باسم (حمية المستئذب). و تُعد ديمى مور ومادونا من المشاهيرالذين أيدوا هذا النظام.
عادة ما يتم إجراء هذه الحمية في إحدى خطط الموضة:إما (خطة القمر الأساسية) أو (النسخة الموسعة). الخطة الأولى هي تباين حمية الجريب فروت حيث تسمح للأفراد بشرب الماء و عصائر الفاكهة الطازجة أو عصائر الخضروات. يتم تنفيذها عادة خلال 24 ساعة في فترة القمر الكامل أوالجديد. تتطلب النسخة الموسعة من الفرد البدء بالصيام الأولي أثناء اكتمال القمر ثم اتباع سلسلة من خطط تناول الطعام المصممة خصيصًا لمراحل القمر المختلفة، مثل عدم تناول الطعام بعد الساعة 6 مساءً أو تناول أقل من المعتاد.

## نقد
تلقت حمية المستئذب بعض الانتقادات بسبب تشابهها مع نظام الديتوكس ككل، مع رفض بعض الأطباء للنظام الغذائى كحمية بدعة. و تشمل الانتقادات فعالية النظام الغذائى على المدى الطويل، حيث لم يتم اثباته علميًا  وأن فقدان الوزن يمكن أن يعزى أكثر إلى انخفاض السعرات الحرارية مقابل التحولات القمرية. وأثار آخرون مخاوف بشأن ادعاءات بأن الأفراد يمكن أن يفقدوا ستة أرطال في يوم واحد كما قال بعض خبراء التغذية أنه لا يوجد دليل قوي على أن أي شخص يمكن أن يخسر ستة أرطال في يوم واحد. كما أنهم شككوا في مخاطر هذا النظام على الصحة على المدى الطويل. وعلق عضو في المجلس الاستشاري لصحة المرأة أنه في حين أن القمر كان له تأثير محدود على جسم الإنسان، في الواقع التأثير ليس كبيرًا ليدفعك إلى إعادة النظر في طريقة الأكل التي تتبعها خلال أوقات مختلفة من الشهر كما أن الصيام ليس بفكرة جيدة، كما أن ادعاءات المتبعين لهذه الحمية بأنك يمكن أن تخسر ما يصل إلى ستة أرطال في اليوم، ليست واقعية.